# Stadion 22 Maja w Adenie
Stadion 22 Maja – wielofunkcyjny stadion w Adenie, w Jemenie. Pojemność stadionu wynosi 30 000 widzów. Stadion był, obok stadionu al-Wehda w Zindżibarze jedną z aren 20. edycji turnieju o Puchar Zatoki Perskiej (rozegrano na nim 8 spotkań fazy grupowej, obydwa półfinały oraz finał).